# Elektromos potenciál
Az elektromos potenciál az elektromosságtan egyik alapfogalma. Az elektromos potenciál egy adott pontban egyenlő az elektromos potenciális energia és az elektromos töltés hányadosával. Mértékegysége ebből következően joule per coulomb (J/C), azaz volt (V).

## Az elektrosztatikában
Az elektrosztatikában külön elnevezéssel, elektrosztatikus potenciálként is említik.
Az elektromos mező az elektromos kölcsönhatást közvetítő erőtér. A nyugvó töltések által létrehozott elektromos mező időben állandó. Jellemzésére az elektromos térerősség (E) szolgál. Az elektromos mező konzervatív erőtér. Az általa létrehozott elektrosztatikus erő is konzervatív erő. Egy erőt konzervatív erőnek nevezünk, ha kifejezhető egy potenciál gradienseként (egy konzervatív erő állandó irányú, és nagyságú erőt jelent). Ilyen például a gravitációs, és az elektrosztatikus erő is.
Egy r ponton a statikus E elektromos térben, az elektrosztatikus potenciál:
{\displaystyle U=-\int \limits _{C}E\ dl}
ahol C egy tetszőleges nyomvonal a zéró potenciáltól r-ig.
Mivel az elektromos tér örvénymentes, (mert a mágneses mező időben állandó, azonosan zérus), azaz {\displaystyle \operatorname {rot} \mathbf {E} =0}, az integrál nem függ a C nyomvonal helyzetétől, csupán annak végpontjaitól.
Tehát ez esetben a elektromos tér konzervatív és a potenciál negatív gradiense adja meg:
{\displaystyle E=-\operatorname {grad} U}
Lásd még: Konzervatív erőterek
Az elektromos tér (E) potenciális energiát (-W) hoz létre, azaz az elektrosztatikus potenciál szorosan kötődik az elektromos potenciális energiához és kiszámítható, ha azt elosztjuk a töltésmennyiséggel.Az elektrosztatikus potenciál (U) - a klasszikus elektromágneses elméletben – a tér egy pontján egyenlő a potenciális energia osztva a statikus elektromos tér (E)-hez tartozó töltéssel (q). Az elektrosztatikus potenciál:
{\displaystyle U=-Es={\frac {-Fs}{q}}={\frac {-W}{q}}}